# Tropická bouře Chantal (2001)
Tropická bouře Chantal byla tropická bouře atlantické hurikánové sezóny 2001, která se v srpnu 2001 pohybovala přes Karibské moře. Tropická bouře se vytvořila z tropické vlny 14. srpna nad Atlantským oceánem. Celkově bouře postupovala rychle na západ. Nejprve zasáhla Návětrné ostrovy. Hned dvakrát byla nad Karibským mořem naměřena nejvyšší rychlost větru - 110 km/h. Pokaždé se očekávalo, že dosáhne úrovně hurikánu. Ani jednou k tomu ale nedošlo. 21. srpna se bouře dostala k pobřeží Mexika a Belize. O den později se rozptýlila.
Jedinými oběťmi byli 2 lidé, které zasáhl blesk na Trinidadu. Bouři doprovázely menší až střední srážky. Nejvíce napršelo v Quintana Roo v Mexiku, kde došlo ke dvěma sesuvům půdy. Škody v Belize dosáhly 4 000 000 dolarů, a to hlavně kvůli vysokým vlnám, středním větrům a srážkám.

## Průběh bouře

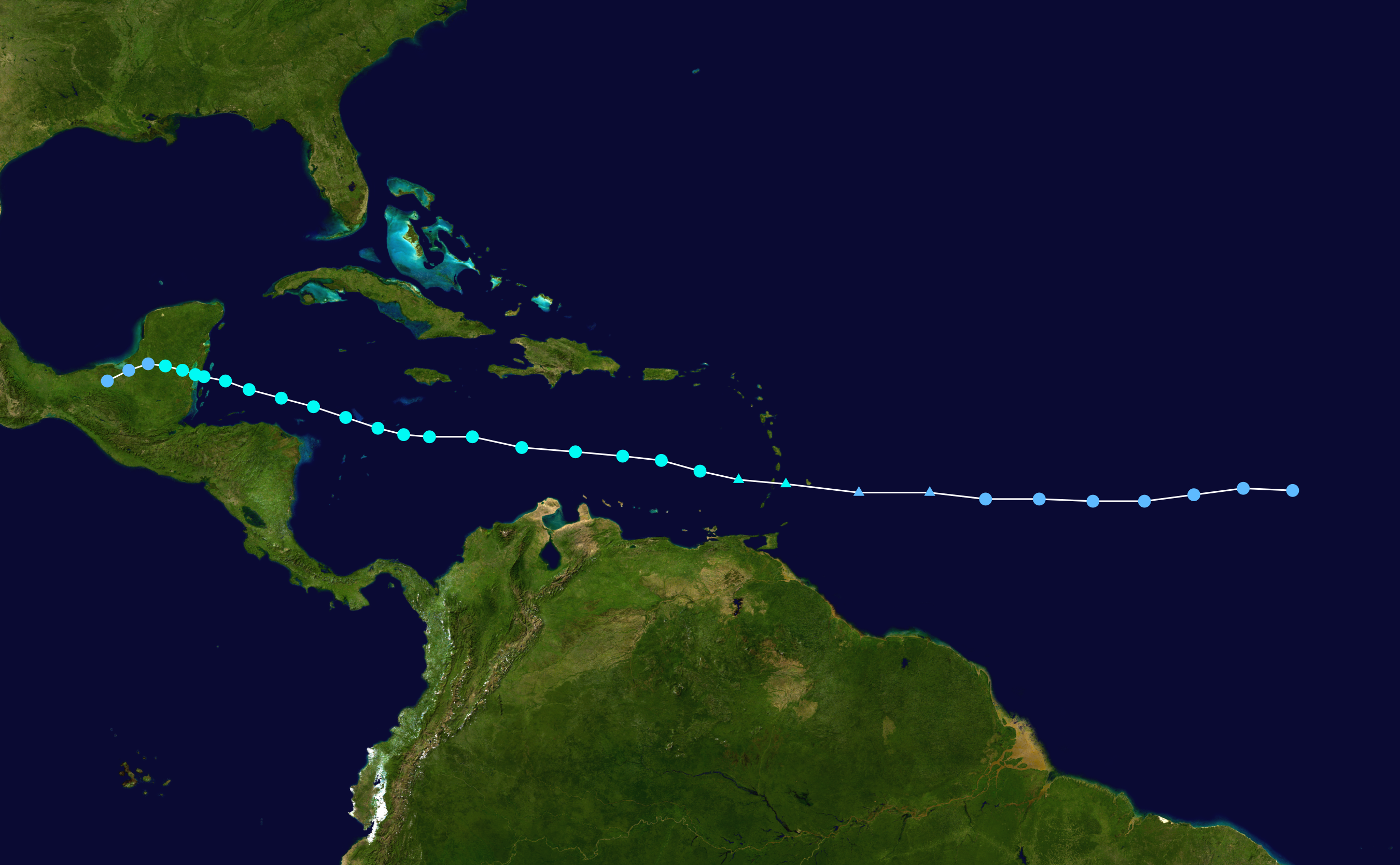
Trasa bouře

Tropická vlna, ze které Chantal vznikla se vytvořila 11. srpna poblíž pobřeží Afriky. Ta se pohybovala na západ a 13. srpna vzniklo velké území tlakové níže.
Když se bouře utvořila, velmi rychle začala postupovat na západ. Se střihem větru na východě bouře byla struktura prvotní deprese neuspořádaná a špatně rozeznatelná, i když se předpovídalo, že za dva další dny půjde o tropickou bouři. Jeden počítačový model dokonce předpovídal větry o rychlosti až 185 km/h, a to během dalších čtyř dnů. 16. srpna tak deprese zesílila na bouři. Přesněji 595 km východně od Barbadosu.
Po dosažení stupně tropické bouře už byla struktura dobře uspořádaná a kvůli poměrně vysokému tlaku bouře se spekulace o zesílení na hurikán nepotvrdily. 17. srpna se zbytky tropické bouře přehnaly přes Návětrné ostrovy. Po vstupu do Karibského moře bouře zpomalila, ale celkově se rozrostla a byla stále více symetričtější. Lovci hurikánů následně oznámili, že systém zesílil a opět se řadil mezi tropické bouře. Předpověď udávala, že bude udržovat západní až severozápadní směr. 18. srpna větry zesílily a dosahovaly rychlosti až 105 km/h. Bouře opět zeslábla už 19. srpna.
Po vyvrcholení bouře se Chantal opět stala neuspořádaným a rozbitým systémem. 20. srpna se dostala do zálivu u Hondurasu. Stala se ale opět organizovanou bouří a větry opět dosahovaly rychlosti až 110 km/h. Tak se stalo těsně před naražením na pevninu Mexika a Belize, 21. srpna. Večer, ten samý den, bouře výrazně zeslábla na tropickou depresi a následující den se rozptýlila.

## Přípravy na bouři
Národní hurikánové centrum nejprve upozornilo státy Barbados, Svatý Vincenc a Grenadiny a Svatá Lucie, samozřejmě na tropickou bouři, který postupuje směrem na území těchto států, a to 15. srpna. Toto upozornění se pak rozšířilo na celé Návětrné ostrovy.
Pozdě 17. srpna vydala vláda Jamajky upozornění na hurikán. Tehdy se totiž předpokládalo, že bouře zesílí. Toto upozornění mělo význam např. pro rybáře, kterým upozornění doporučovalo vrátit se zpět do přístavu. Byly též zrušeny některé lety na letiště Norman Manley na jihovýchodě ostrova. Upozornění bylo později vydáno i pro Kajmanské ostrovy, kde se otevřely kryty před bouří. Turistům bylo doporučeno opustit ostrovy. 
50 hodin před dotknutím pobřeží bylo vydáno upozornění na pozorování tropické bouře na Belize a asi po 12 hodinách pak pozorování hurikánu. Na některých částech poloostrova Yucatán bylo pak vydáno varování před tropickou bouří. Asi 2 500 lidí z Mexika z ohrožených oblastí se muselo přesunout do bezpečnějších míst. Z ohrožených částí Belize bylo evakuováno asi 8 000 lidí. Vláda Belize otevřela mnoho úkrytů a bylo evakuováno několik nemocnic. Asi 250 letů bylo zrušeno a několik výletních lodí bylo přemístěno do bezpečnějších míst. 

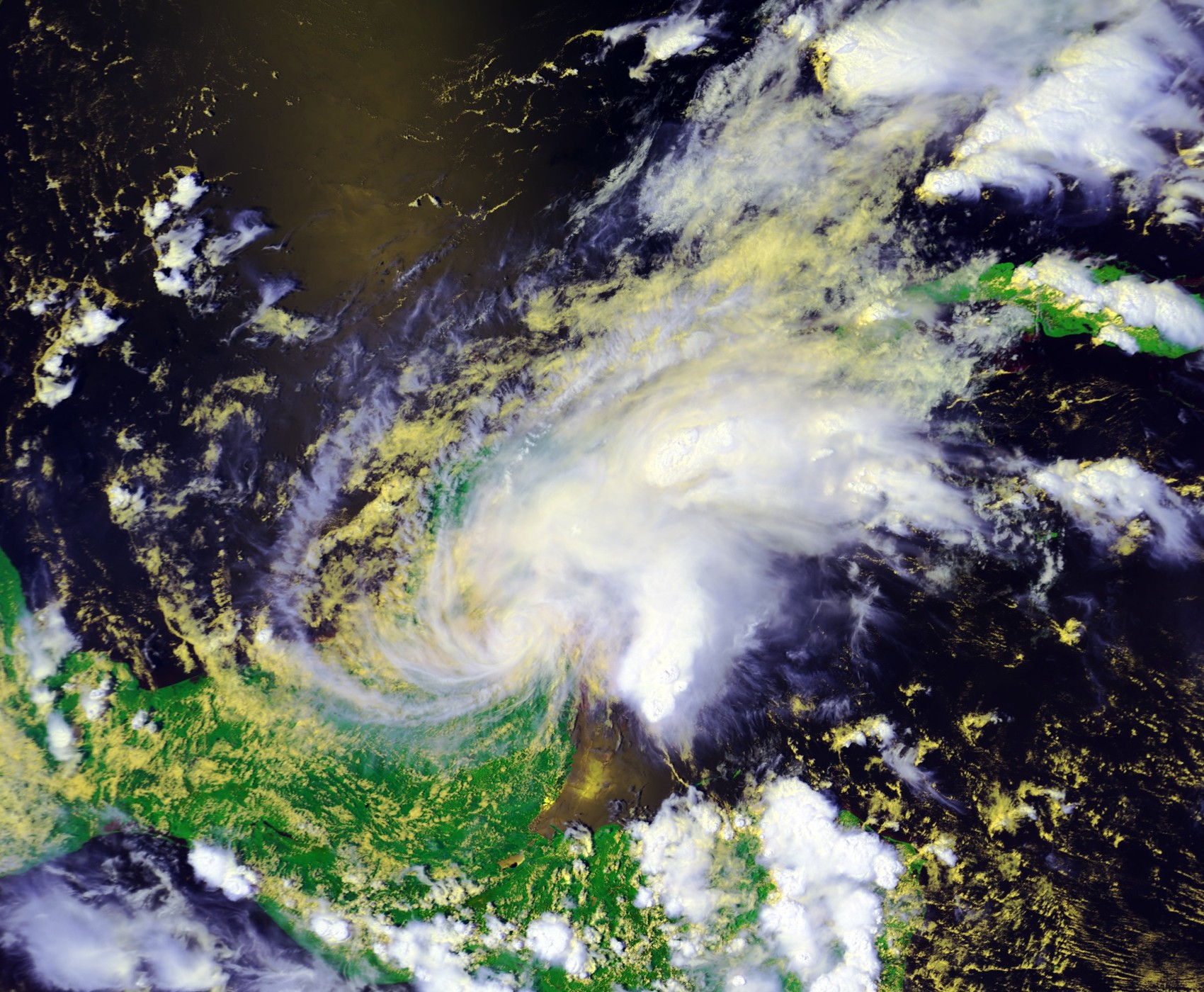
Tropická bouře Chantal 20. srpna

## Po bouři
Jako silná tropická vlna přešla Chantal přes Návětrné ostrovy. Ostrov Martinik hlásil větry pohybující se okolo 63 km/h, s nárazy až 91 km/h. 16. srpna zabil dva lidi blesk. Silný déšť zde též způsobil záplavy a zatopil silnice.
Zatímco systém postupoval přes Karibské moře, srážky byly lehké až střední. Nejvíce vody zde napadlo na Portoriku, v obci Rio Piedras, a to 61 mm srážek.
Na ostrově Caye Caulker v Belize dosahovaly nárazy větru až 115 km/h. Bouři v Belize pak doprovázely mírnější deště. Nejvíce ale napršelo na stanici Towerhill, a to 249 mm. Na pobřeží poškodily vysoké vlny vlnolamy a přístavy. Celková škoda dosáhla čtyř miliónů dolarů.
Na poloostrově Yucatán pak bouři doprovázel silný nárazový vítr. Nejvyšší rychlost větru pak byla naměřena ve městě Chetumal ve státě Quintana Roo v Mexiku, 100 km/h. Též zde napršelo 509 mm srážek. Silné srážky pak zavinily sesuvy půdy právě v Quintana Roo. Celková škoda nebyla velká.